# Universo HQ
Universo HQ (Univers de la bande dessinée) est un site web brésilien sur la bande dessinée,,.

## Histoire
Universo HQ est créé par Samir Naliato et diffusé pour la première fois le 5 janvier 2000. Six mois plus tard, il invite le journaliste Sidney Gusman à devenir le rédacteur en chef du site. Gusman invite également Sérgio Codespoti et Marcelo Naranjo à travailler avec eux, suivis par de nombreux collaborateurs différents au cours des années. Le premier événement journalistique au Universo HQ se produit en 2000, lorsque l'artiste Jerry Robinson subit un infarctus lors d'une visite à São Paulo. Universo HQ assure la première couverture médiatique de cet événement,,.

## Livre
En 2015, la maison d'édition brésilienne Nemo lance le livre Universo HQ Entrevista (« Universo HQ interviewe »  (ISBN 978-85-82862-64-3)), compilation de 23 interviews réalisées au cours des 15 premières années du site, avec des artistes comme Will Eisner, Ivo Milazzo, Joe Kubert, Mark Waid, Neil Gaiman, John Byrne, Giancarlo Berardi, Don Rosa ; l'ouvrage inclut deux interviews inédites avec José Luis García-López et Mauricio de Sousa,.

## Podcast
Le 21 août 2015, Universo HQ diffuse le premier épisode du podcast Confins do Universo (Confines de l'univers) avec une discussion sur le film Les Quatre Fantastiques. Le podcast est diffusé toutes les deux semaines sur un thème principal discuté par Naliato, Gusman, Codespoti et Naranjo, avec la participation de différents invités,.

## Prix
Universo HQ a remporté Troféu HQ Mix, le plus important prix de la bande dessinée brésilienne, dix fois dans les catégories « Meilleur site sur les bandes dessinées » (de 2001 à 2008) et « Meilleur média sur la bande dessinée » (2010 et 2011). Le rédacteur en chef Sidney Gusman a également remporté le Troféu HQ Mix de 2001 à 2007 dans la catégorie « Meilleur Journaliste Spécialisé » et le Trophée Jayme Cortez (destiné à récompenser de grandes contributions à la bande dessinée brésilienne) en 2004 et 2014,,.